# Grabenpromenade (Bern)
Die Grabenpromenade ist eine in der Stadt Bern (Schweiz) gelegene Strasse.

## Lage
Die Grabenpromenade mündet im Westen auf den Kornhausplatz und im Nordosten in die Brunngasshalde, welche die Fortsetzung des Schüttewegs ist, der unter der Kornhausbrücke durchführt.

## Geschichte

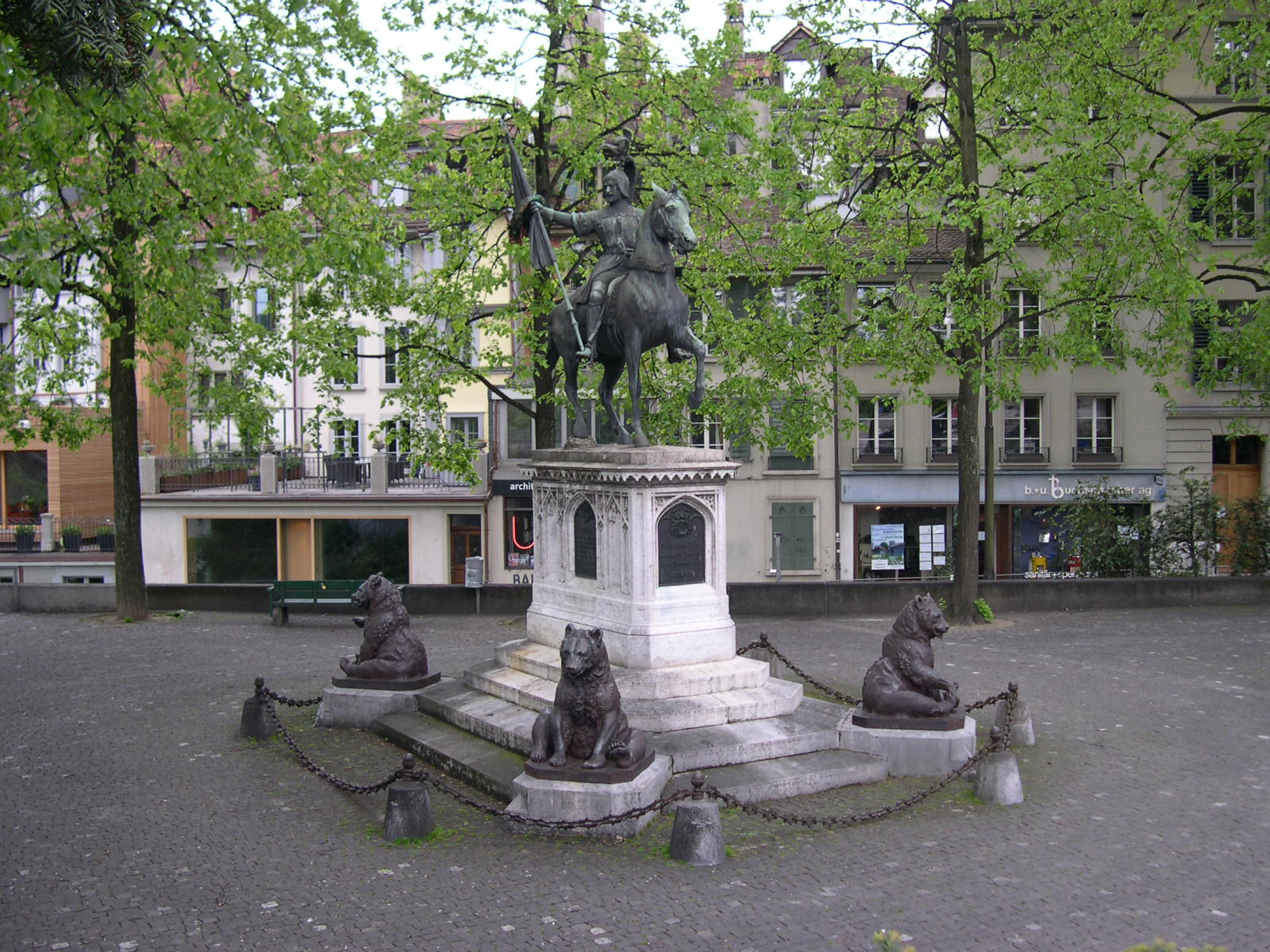
Das Erlach-Denkmal an der Grabenpromenade

Der Nordteil des nördlichen Grabens hiess vor der zweiten Stadtbefestigung im 15. und 16. Jahrhundert nach dem dort beheimateten Gewerbe Bader- oder Badstubengraben. 1488 erwarb die Stadt die Badstuben und schüttete 1556 den Graben zu. Der dadurch entstandene Platz hiess fortan Unterer Graben. 1740 wurden 39 Linden gepflanzt, und daher sollte die Promenade fortan Lindenhof heissen. Dieser Name konnte sich aber nicht durchsetzen. 1882 wählte der Gemeinderat die bis heute gängige Bezeichnung Grabenpromenade.
Beim Bau der Kornhausbrücke wurde der Westteil der Grabenpromenade zum Kornhausplatz hinzugefügt. Während des Ersten und des Zweiten Weltkriegs wurde die Grabenpromenade dazu genutzt, Wohnbaracken aufzustellen. Diese wurden erst 1969 entfernt und durch das dahin versetzte Erlach-Denkmal ersetzt.

## Frühere Namen der Strasse
- Im 15. und 16. Jahrhundert: Bader- oder Badstubengraben
- Bis 1882: Unterer Graben